# Reintal
Reintal (běžně i Reinthal) je ves v Rakousku v Dolních Rakousích u hranic s Českem, součást obce Bernhardsthal. Je zde regionálně významný silniční hraniční přechod (pro vozidla do 3,5 t) spojující rakouské silnice B47 a B49 s českou silnicí I/55, na trase Vídeň – Břeclav.
Reintal leží ve vinařském kraji Weinviertel, na potoce Hametbach.